# 2007 WD5
2007 WD5是一顆直徑50米的近地天體，於2007年11月20日由Catalina巡天計畫發現。美國太空總署近地天體計劃（NEOP）最初估計，這顆小行星有機會於2008年1月30日撞擊火星，機會率曾高達25分之一。但經過之後的觀測，基本上已可排除碰撞的可能性。2008年1月9日，其預計撞火星的機會率降為10,000分之一。至1月30日，這顆天體與火星近距擦肩而過，沒有碰撞。
這顆天體的體積與1908年引發通古斯加大爆炸的彗星天體相近。但不同的是，通古斯事件的天體是在空中爆炸，而火星大氣較薄，如果撞擊則會直接撞擊地表，在機遇號北方形成一個寬約800公尺的隕石坑。據估計，火星上大約每數千年會發生一次類似撞擊。在地球，類似事件平均每隔大約100多年會發生一次，但在火星由於引力較小，類似撞擊平均每隔1,000多年才發生一次。

## 外部連結
- http://ssd.jpl.nasa.gov/sbdb.cgi?sstr=2007WD5;orb=1（页面存档备份，存于）
- NASA JPL:News Rleases（页面存档备份，存于）
- 一颗小行星明年1月可能撞上火星 Archive.today的存檔，存档日期2013-04-28